# Katalin Kulcsár
Katalin Kulcsár   (Győr, 7 de desembre de 1984) és una àrbitra de futbol hongaresa. Va xiular el seu primer partit internacional el setembre de 2004 en què va jugar la selecció de Malta contra la de Bòsnia i Hercegovina. També va arbitrar la final del Campionat Sub-17 Femení de la UEFA de 2009.

## Trajectòria
El 2011 va xiular el seu primer partit de la Lliga hongaresa de futbol, oficiant un partit entre el BFC Siófok i el Budapest Honvéd FC. Més endavant, va ser seleccionada per la FIFA per a la Copa del Món Femenina de Futbol de 2015, on va xiular el partit de la fase de grups entre les seleccions de Nova Zelanda i la Xina, que va acabar amb un empat 2-2.
Kulcsár va ser designada per arbitrar la final de la Lliga de Campions Femenina de la UEFA de 2016 a l'Stadio Città del Tricolore de Reggio de l'Emília.
El 3 de desembre de 2018, Kulcsár va ser nomenada àrbitre de la Copa del Món Femenina de la FIFA de 2019 a França. Va dirigir el partit de vuitens de final entre les seleccions dels Estats Units i Espanya el 24 de juny de 2019. Després de la conclusió dels vuitens de final, va ser seleccionada com una de les 11 àrbitres per a dirigir els partits per a la resta del torneig.